# Peter Fischli et David Weiss
Pour les articles homonymes, voir Weiss.

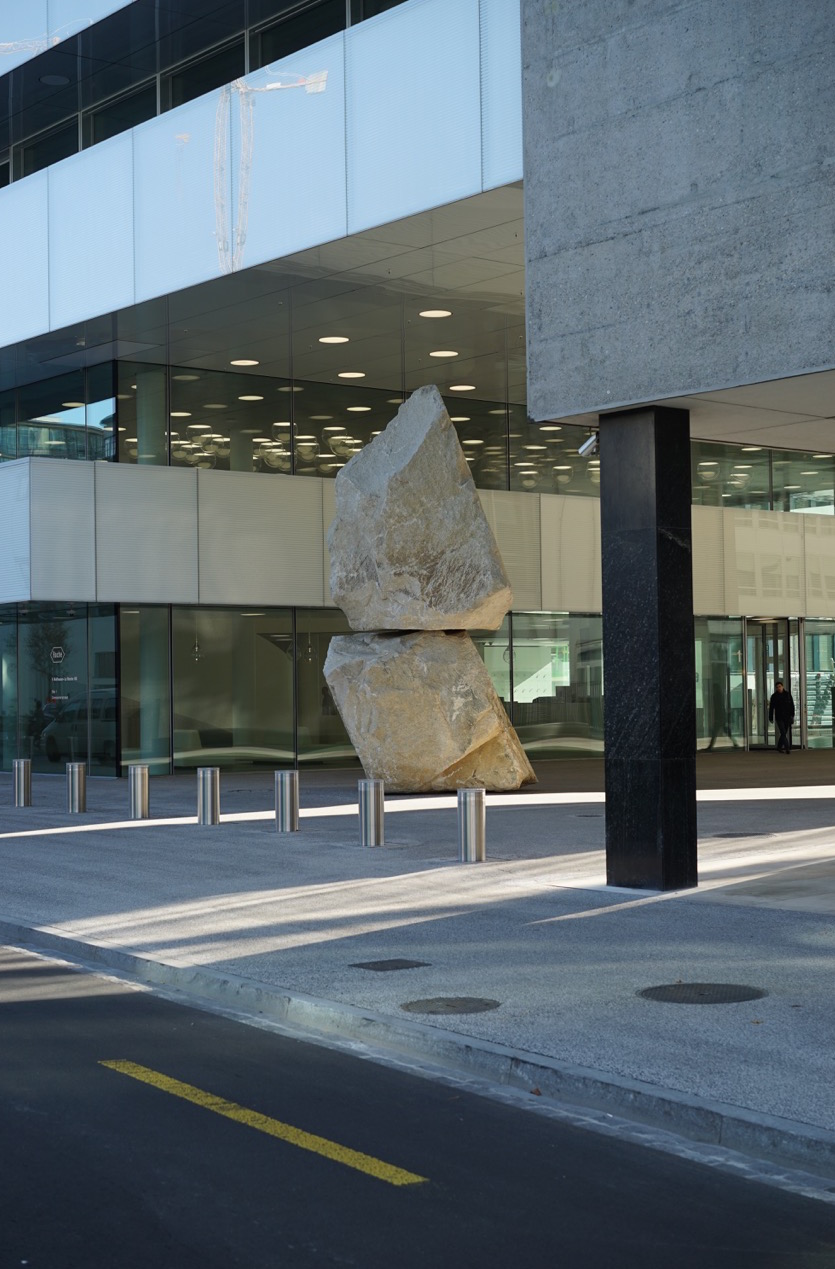
Rock on the top of another rock par Fischli et Weiss, Bâle.

Peter Fischli, né le 8 juin 1952 à Zurich, et David Weiss, né le 21 juin 1946 et mort le 27 avril 2012 à Zurich, sont deux artistes suisses actifs principalement dans les domaines du cinéma, de la sculpture et de la photographie. Ils sont réputés pour avoir réalisé le film expérimental Le cours des choses en 1987 et remporté le Lion d'or lors de la Biennale de Venise en 2003.

## Biographies

### Peter Fischli
Peter Fischli est né en 8 juin 1952 à Zurich.
Il étudie à l’Académie des Beaux-arts d’Urbino et de Bologne, puis il participe à plusieurs expositions en groupe avant de commencer sa collaboration avec David Weiss en 1979.

### David Weiss
David Weiss est né en 21 juin 1946 à Zurich.
Il fréquente l’école d'arts appliqués de Zurich puis s’intéresse à la sculpture à Bâle.
Il travaille alors comme sculpteur avec Alfred Gruder et Jacqueline Stieger. Il expose dans plusieurs galeries (galerie Stähli de Zurich, galerie Gugu Ernesto de Cologne et galerie T'Venster de Rotterdam).
En septembre 2011, un cancer lui est diagnostiqué, il meurt à Zurich le 27 avril 2012,.

## Collaboration artistique

### Présentation générale
Peter Fischli et David Weiss commencent leur collaboration en 1979. Durant leurs années de collaboration, les deux artistes zurichois ont principalement créés des œuvres dans les domaines de la sculpture, du cinéma (intégrant le média dans des installations) et de la photographie (notamment monumentale),.

### Ancrage dans le quotidien et rôle de l'ironie et de l'humour dans leur travail et ancrage
L'humour, le décalage et la surprise sont des moteurs essentiels dans les créations de Fischli et Weiss,. Cette importance trouve en partie son origine dans le milieu du punk zurichois, très actif durant les années de jeunesse des deux artistes.
Pour générer cette ironie, Peter Fischli et David Weiss s'appuient sur l'apparente banalité des situations et des objets du quotidien. Le duo tente de rapprocher des éléments courants mais a priori incongrus. Ils profitent alors de la tension créée par l'incohérence apparente pour générer de la surprise et un questionnement plus profond sur la nature des éléments et leur relation.
Le caractère mordant et sarcastique de leur travail s'observe dès leurs premières œuvres. Ainsi, leur première création commune, Würstserie, présente un pêle-mêle de photographies de saucisses, d'accidents de la route et de mode.
La série Equilibres, où des objets banals sont présentés dans des situations insolites ou étranges, est un exemple reconnu du style Fischli / Weiss. Dans cette œuvre, les deux suisses créent des formes sculpturales en plaçant ces objets en équilibre les uns sur les autres devant une toile de fond neutre avec des ombres bien découpées.
En 1987, Fischli et Weiss présente leur film expérimental Le cours des choses. Durant ce film d'une trentaine de minutes, le spectateur suit dans une halle industrielle une longue série de réactions en chaîne entre des objets qui roulent, glissent ou sont détruits. L’œuvre est l'une des plus vue du cinéma expérimental.
Dès les années 1980, ils s’intéressent à la vidéo. Dans leurs œuvres, on observe une étroite relation entre le chaos et l’ordre.
En 2021, Peter Fischli travaille avec Artek pour créer une réinterprétation artistique de tabouret Stool 60 d'Alvar Aalto. Dans la droite ligne de son utilisation décalée d'objets du quotidien, le suisse reprend la version du tabouret redesignée par Barabara Kruger à laquelle il ajoute un t-shirt que chaque personne peut poser comme il le souhaite sur le meuble. Par respect pour la création d'Alvar Aalto, il met un message provocateur sur le vêtement et non sur le tabouret.

### Récompenses, distinctions et reconnaissance auprès du public
En 2003, le duo présente une installation pour la Biennale de Venise où de très nombreuses questions sont projetées sur un mur. Leur œuvre remporte le Lion d'or de l'exposition,.
Le 16 novembre 2006, Peter Fischli et David Weiss ont été récompensés pour leur carrière commune en recevant le Prix Haftmann, récompense artistique la plus richement dotée en Europe (120 000 CHF, soit environ 78 000 €), décerné par la Fondation Roswitha Haftmann, une fondation suisse, à un « artiste vivant ayant produit une œuvre de première importance. »
En 2012, un magazine allemand les place au 26ème rang des artistes mondiaux les plus influents,.

### Galerie
Aux États-Unis, le duo est représenté par la galerie new-yorkaise Matthew Marks Gallery,.

## Radio Fischli & Weiss
En 2021, le collectif français Π-Node crée une installation artistique inspirée par le duo suisse : Radio Fischli & Weiss. L’œuvre se présente comme une installation modulaire dans laquelle un signal sonore se trouve constamment modifié par son passage au sein de différentes technologies ou techniques « par voies lumineuse, aqueuse, mécanique ou encore hertzienne à l'échelle de la salle d'exposition ». Le philosophe Bastien Gallet la définit comme suit : « Sans le savoir, nous passons notre temps à écouter des médias à travers les messages qu’ils veulent bien nous transmettre. Radio Fischli & Weiss nous donne enfin l’occasion de les écouter pour eux-mêmes et de comparer leurs manières toutes singulières de parasiter la voix, c’est-à-dire la riche diversité de leurs sonorités respectives. »

## Œuvres principales

### Œuvres plastiques
- 1998 : Projection, 162 diapositives couleurs, à la Kunsthalle, à Bielefeld.

### Vidéos
- 1981 : Der Geringste Widerstand, 16 mm.
- 1983 : Der Rechte Weg, 16 mm (Studienprämie EDI).
- 1987 : Der Lauf der Dinge (Le Cours des choses), 16 mm (Studienprämie EDI).

## Prix et récompenses
- 2006 : Prix Roswitha Haftmann
- 2003 : Lion d'or à la Biennale de Venise[1]
- 2000 : Prix Günther-Peill
- 1994 : Prix de la Ville de Zurich

## Expositions

### Principales expositions temporaires
En 2016, le Musée Guggenheim de New York organise une rétrospective du travail des deux suisses.
- Les Rencontres d'Arles, France, 2010.
- Musée d'art moderne de la ville de Paris, Paris, 2007
- Biennale de Venise, Venise, 2003
- Musée Solomon R. Guggenheim, New York, 2002
- Biennale de Yokohama, Yokohama, 2001
- Musée d'art moderne de la ville de Paris, Paris, 2000
- Château de Rivoli, Turin, 2000
- Biennale de Sydney, Sydney, 1998
- Biennale de Paris, Paris, 1985

### Principales institutions exposant le duo Fischli et Weiss dans leurs collections permanentes
Parmi les institutions internationales exposant des créations de Peter Fischli et David Weiss, on peut compter la Tate Modern (Londres), le Centre Pompidou (Paris) ou le MoMA (New York).
- Tate Modern, Londres
- Musée Barbier-Müller, Genève
- Kunsthaus, Zurich
- Centre national d'art et de culture Georges-Pompidou, Paris
- Château d'Oiron
- Frac Aquitaine, Bordeaux
- Musée municipal de La Roche-sur-Yon

## Publications
- Peter Fischli et David Weiss, textes de Catherine Grenier, Jean de Loisy, Jean-Pierre Bordaz, Christophe Domino, coll. « Contemporains/Album », 94 p.,  (ISBN 2-85850-708-2)
- Fischli-Weiss, Flowers & Questions, A Retrospective, Tate, 2006  (ISBN 978-1-85437-647-3)